# Stemphylium solani
Stemphylium solani är en svampart som beskrevs av G.F. Weber 1930. Stemphylium solani ingår i släktet Stemphylium och familjen Pleosporaceae.   Inga underarter finns listade i Catalogue of Life.

## Bildgalleri

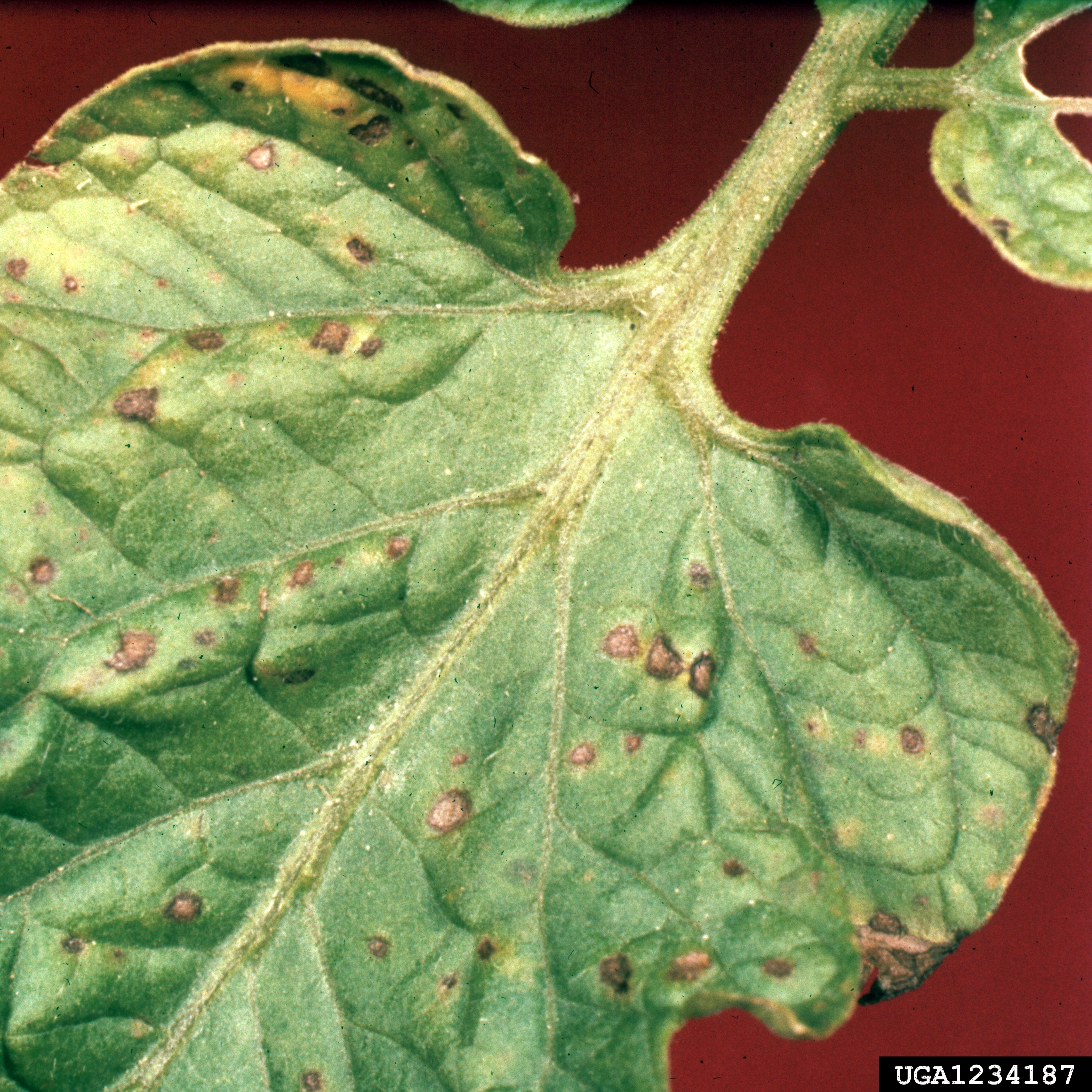
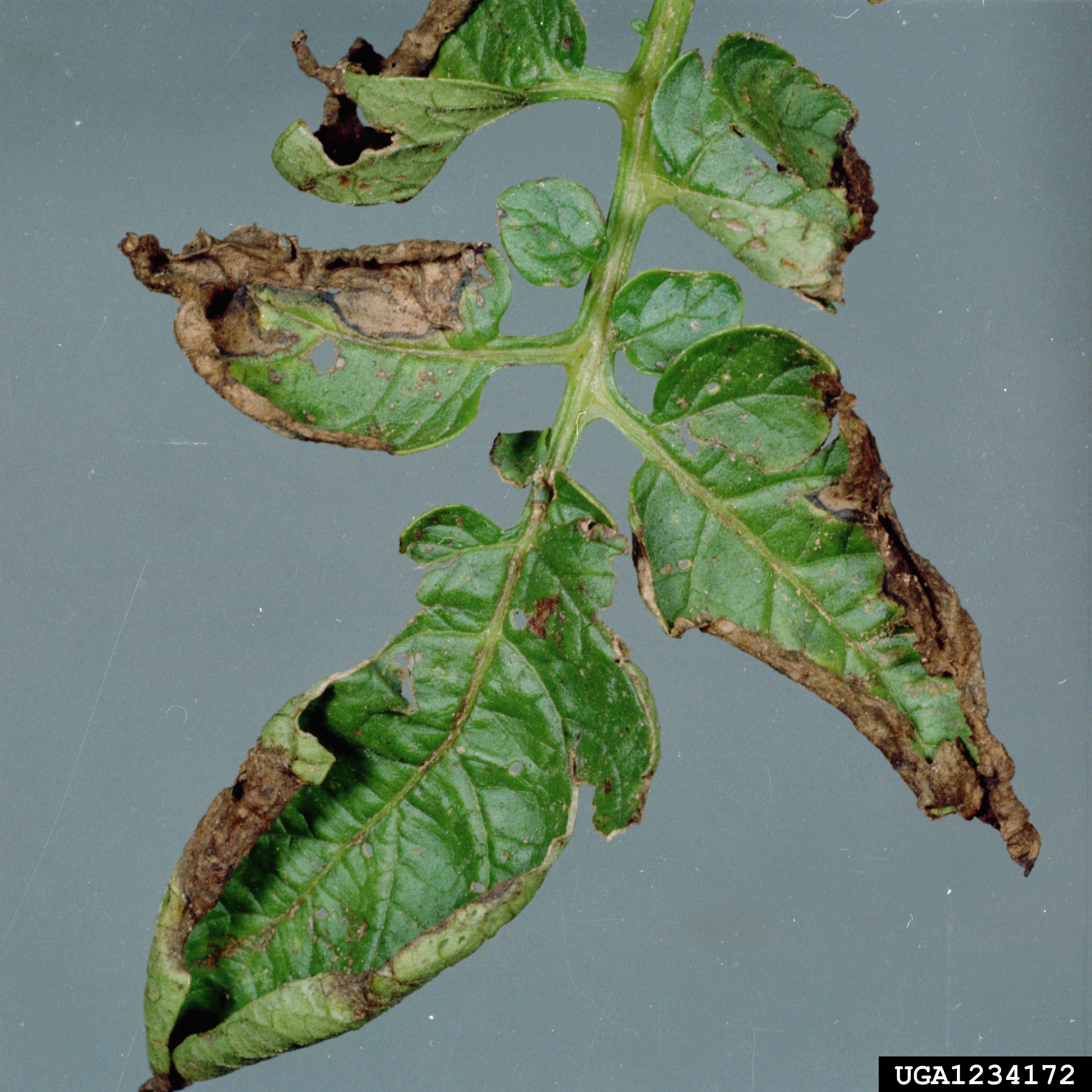
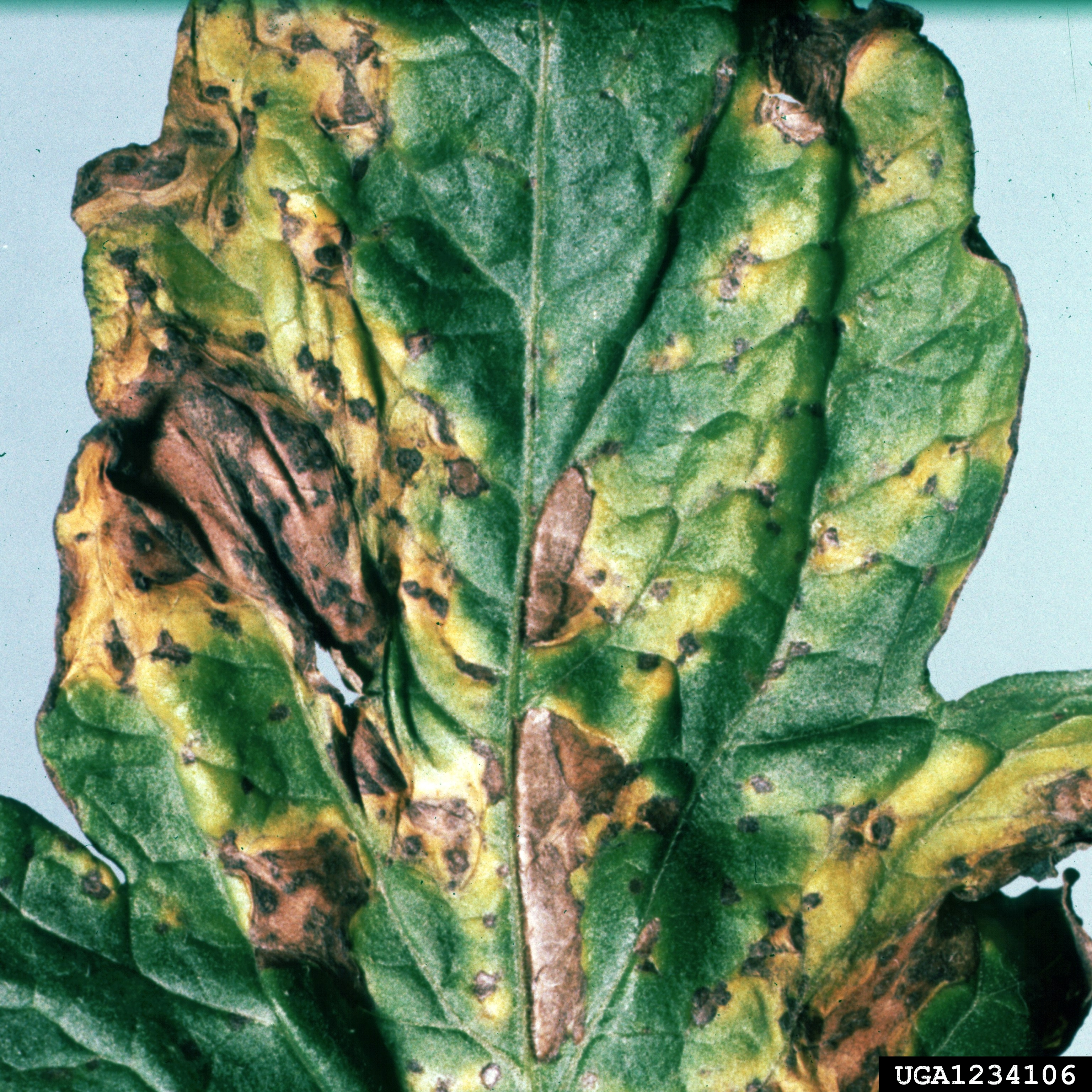